# ونوم (گروه موسیقی)
ونوم (به انگلیسی: Venom) یک گروه پیشرو هوی متال انگلیسی است.
عنوان آلبوم دوم آن‌ها با نام بلک متال که در سال ۱۹۸۲ منتشر شد سرآغاز استفاده از این نام در صنعت موسیقی متال بود. بلک متال و به جهنم خوش‌آمدید(۱۹۸۱) از برجسته‌ترین آثار ونوم به‌شمار می‌آیند.

## اعضا

### فعلی
- کُنراد لَنت: آواز، گیتار بیس (۱۹۷۹ تا ۱۹۸۷-۱۹۸۹ تاکنون)
- رٍیج: گیتار الکتریک (۲۰۰۷ تاکنون)
- آنتونی لَنت: درامز (۲۰۰۰ تاکنون)

### پیشین

#### گیتار الکتریک
- جفری دان: (۱۹۷۹ تا ۱۹۸۶-۱۹۸۹ تا ۲۰۰۲)
- مایک هایکی: (۱۹۸۷ تا ۱۹۸۸-۲۰۰۵ تا ۲۰۰۷)
- جیم کِلیر: (۱۹۸۷ تا ۱۹۸۸)
- اَلِستیر بارنز: (۱۹۸۹ تا ۱۹۹۱)
- استیو وایت: (۱۹۹۲)

#### درامز
- آنتونی برٍی: (۱۹۷۹ تا ۱۹۹۹)

#### آواز
- کلایو آرچر: (۱۹۷۹ تا ۱۹۸۰)
- تونی دُلن: آواز، گیتار بیس (۱۹۸۹ تا ۱۹۹۲)

## آلبوم‌ها
| نام آلبوم                   | نام به انگلیسی        | سال انتشار |
| --------------------------- | --------------------- | ---------- |
| ۱. به جهنم خوش آمدید        | welcome to hell       | ۱۹۸۱       |
| ۲. بلک متال                 | Black Metal           | ۱۹۸۲       |
| ۳. در جنگ با شیطان          | At War with Satan     | ۱۹۸۳       |
| ۴. مسخر (تسخیر شده)         | Possessed             | ۱۹۸۵       |
| ۵. آرامش قبل از طوفان       | Calm Before the Storm | ۱۹۸۷       |
| ۶. شر نخستین                | Prime Evil            | ۱۹۸۹       |
| ۷. معبدهای یخی              | Temples of Ice        | ۱۹۹۱       |
| ۸. سرزمین‌های ویران شده      | The Waste Lands       | ۱۹۹۲       |
| ۹. حک شده در سنگ            | Cast in Stone         | ۱۹۹۷       |
| ۱۰. رستاخیز                 | Resurrection          | ۲۰۰۰       |
| ۱۱. متال بلک                | Metal Black           | ۲۰۰۶       |
| ۱۲. دوزخ                    | Hell                  | ۲۰۰۸       |
| ۱۳. زندگی دون ری            | The Life of Don Rey   | ۲۰۰۹       |
| ۱۴. فرشتگان مسقوط           | Fallen Angels         | ۲۰۱۱       |
| ۱۵. زیبا و دیو (دیو و دلبر) | Beauty and the Beast  | ۲۰۱۲       |
| ۱۶. از عمق بسیار            | From the Very Depths  | ۲۰۱۵       |